# Rhipidolestes aculeata
Rhipidolestes aculeata är en trollsländeart. Rhipidolestes aculeata ingår i släktet Rhipidolestes och familjen Megapodagrionidae.

## Underarter
Arten delas in i följande underarter:
- R. a. aculeata
- R. a. yakusimensis